# Großsteingrab Gütz
Das Großsteingrab Gütz war eine jungsteinzeitliche megalithische Grabanlage in dem ehemaligen Dorf Piltitz, das heute Teil von Gütz, einem Ortsteil von Landsberg im Saalekreis, Sachsen-Anhalt ist. Das Grab wurde 1845 zerstört. Genauere Angaben zu Form und Größe liegen nicht vor, wodurch Rückschlüsse auf den genauen Grabtyp nicht mehr möglich sind. Hans-Jürgen Beier geht nur allgemein von einem Großsteingrab oder einer Steinkiste aus. Funde aus der Anlage sind nicht bekannt. Das Grab befand sich in unmittelbarer Nähe eines Menhirs, des Teufelssteins von Piltitz, der noch heute existiert.